# Gimouille
Gimouille település Franciaországban, Nièvre megyében. Lakosainak száma 414 fő (2022. január 1.). Gimouille Apremont-sur-Allier, Cuffy, Challuy, Marzy és Saincaize-Meauce községekkel határos.

## Népesség
A település népességének változása:
| Lakosok száma | 464  | 463  | 470  | 459  | 454  | 450  | 438  | 426  | 414  |
|               | 2013 | 2015 | 2016 | 2017 | 2018 | 2019 | 2020 | 2021 | 2022 |